# 飛騨・美濃じまんプロジェクト

世界遺産：白川郷

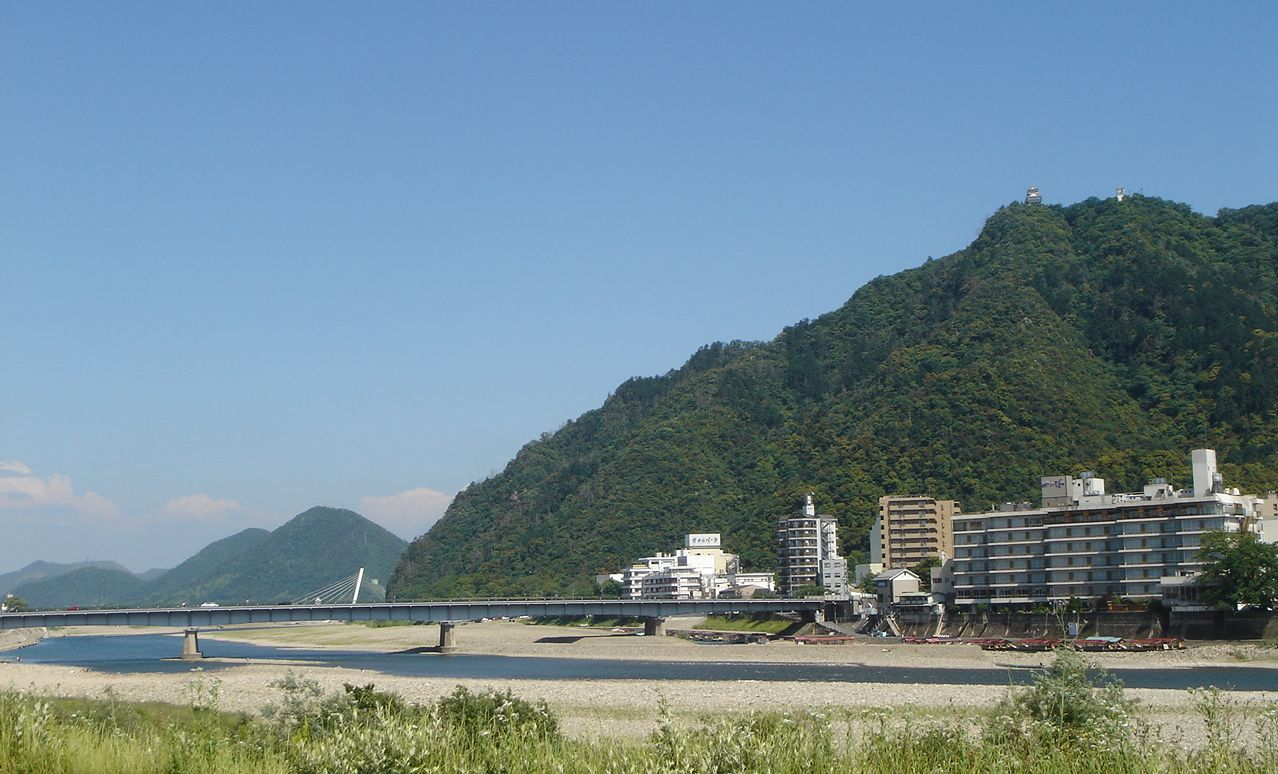
長良川鵜飼の行われる長良川。後方に金華山を望む

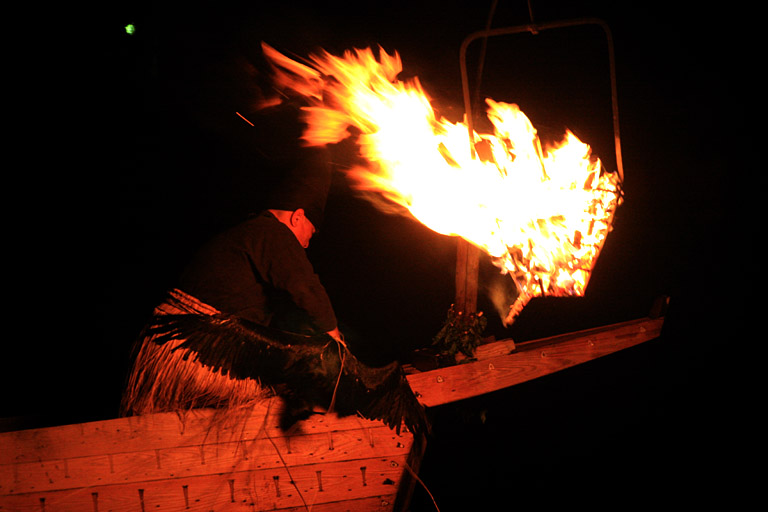
長良川河畔で行われている鵜飼い

飛騨・美濃じまんプロジェクト（ひだ・みのじまんプロジェクト）とは、岐阜県が岐阜県「飛騨・美濃」の魅力を全国に知ってもらい観光産業を基幹産業として発展させるための県民運動の取り組み、イベント等の総称である。2012年のぎふ清流国体（第67回国民体育大会）も踏まえたPRも兼ねている。PRのため、岐阜県出身のタレントなどに「飛騨・美濃観光大使」の委嘱や、そのための条例を制定するなど積極的に活動を行っている。
岐阜県庁舎2階に常設の飛騨・美濃じまんPRコーナーを設置して各種入れ替え展示を行っている。

## 主体
- 担当部署：岐阜県産業労働部観光交流課

## 沿革
- 2007年5月26日 - リバーサイドモールの特設会場にて、プロジェクトのキックオフイベント行われる。
- 2007年7月9日 - 「みんなでつくろう観光王国飛騨・美濃観光条例」を制定。条例により2008年から毎年8月21日を「飛騨・美濃じまんの日」とすることも規定された。
- 2007年7月18日 - 財団法人日本体育協会が東京都内で理事会を開催し、第67回国民体育大会（ぎふ清流国体）を岐阜県で開催することを正式に内定。飛騨・美濃じまんプロジェクトがPRを兼ねることとなる。
- 2007年8月26日 - FC岐阜を岐阜のじまんとすることと「飛騨・美濃じまんの日」のPRが主目的の「飛騨・美濃じまんイベント」が未来会館と岐阜メモリアルセンターで行われ、FC岐阜の選手によるトークショーやサッカー教室が行われた。
- 2007年9月1日 - 12月29日 - 岐阜FMをキーステーションにした、FM愛知、FM富山、FM石川の4局ネットの番組「熊田曜子の いい旅 ふた旅 ぎふの旅」を放送。パーソナリティは熊田曜子が務める。
- 2007年10月1日から12月31日 - 全国のJRグループとタイアップし、観光キャンペーン「『いい旅 ふた旅 ぎふの旅』ひだ・みのじまんキャンペーン」（ぎふデスティネーションキャンペーン）を展開。
  - 2007年10月1日 - オープニングセレモニーがJR岐阜駅で行われ、日比野克彦の「歓迎フラッグ」披露されたほか、JR主要駅（多治見駅、恵那駅、中津川駅、下呂駅）などで乗客に飛騨・美濃グッズが無料配布された。また、高山市ではキャンペーン開始に合わせ1週間早めて中橋などのライトアップが開始された。
  - 2007年10月6日 - JR東海の臨時列車「いい旅ふた旅ひだ」の運行が開始。
  - 2007年10月16日から11月30日 - 「長良川鵜飼鵜匠による鵜飼説明と記念撮影」を開催。長良川プロムナードで宮内庁式部職鵜匠により鵜飼で使用する鵜や鵜飼の道具などによる鵜飼の説明会や鵜匠との記念撮影会。
  - 2008年3月15日 - 「飛騨・美濃じまん発表大会」を開催。

## 飛騨・美濃観光大使

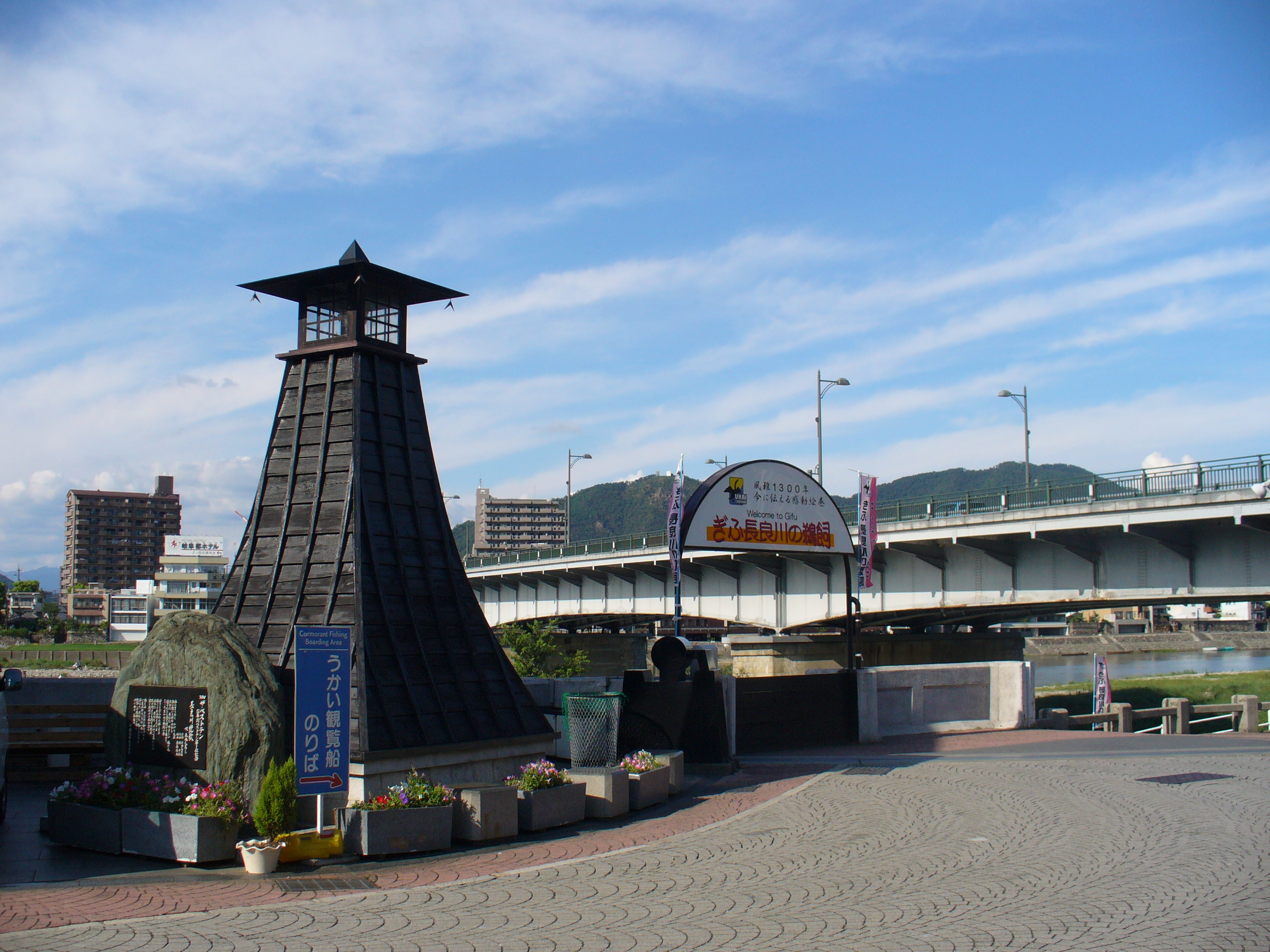
川灯台のたもとにある「長良川艶歌」の歌碑

岐阜県の魅力のPRとプロジェクト・キャンペーンの盛り上げの協力が任務。任期は2年。
- 2007年5月26日に委嘱：石原詢子（岐阜県揖斐郡池田町出身）- 演歌歌手。
- 2007年8月13日に委嘱：熊田曜子（岐阜県岐阜市出身）- 女性アイドル、タレント。
- 2007年10月20日に委嘱：五木ひろし（福井県三方郡美浜町出身） - 演歌歌手。1984年に発売した岐阜のご当地ソング「長良川艶歌」が100万枚を超える大ヒットとなり、同年の第26回日本レコード大賞、第15回日本歌謡大賞を受賞した。長良川河畔にはこれを記念した歌碑がある。10月20日に岐阜シティ・タワー43の東側デッキ特設ステージにて委嘱式が行われた。
- 2007年11月4日に委嘱：野口五郎（岐阜県美濃市出身） - 歌手、俳優。
- 2008年11月9日に委嘱：高橋尚子（岐阜県岐阜市出身） - マラソン選手。
- 2008年11月19日に委嘱：勅使川原郁恵（岐阜県岐阜市出身） - 元スケート選手。

## 飛騨・美濃じまんの日
2007年7月9日に「みんなでつくろう観光王国飛騨・美濃観光条例」により規定された。1876年（明治9年）8月21日に筑摩県が廃止、飛騨3郡（益田郡、大野郡、吉城郡）が岐阜県に編入され飛騨・美濃の岐阜県になったのを記念した日である（飛騨美濃合併記念の日）。